# Madre Matilda (álbum)
Madre Matilda es el primer disco de la banda de rock peruano Madre Matilda , lanzado oficialmente en abril de 1998 en el Sargento Pimienta de Barranco. En este disco destacan temas como "Viento stereo", "Nora" y "Entre tus brazos". EL disco originalmente trae 12 tracks pero en la reedición de 2006, presentan dos temas bonus en versión acústica. 

## Lista de canciones
1. Mírame Volar
2. Déjame Llorar
3. Viento stereo
4. Nora
5. Fantasma Loco
6. Entre Tus Brazos
7. Leguas de Asfalto
8. Pasos Tiernos
9. Barco De Cristal
10. Al Alba
11. Huir de Mi
12. Andrógeno

Bonus Traks (Versión acústica)
13. Entre Tus Brazos   

14. Barco De Cristal

## Créditos
- Pierina Less: Voz
- Carlos Salas: Guitarra y voz
- Coco Berenz: Guitarra
- Juan José Sandoval: Bajo, guitarra acústica
- Giorgio Bertoli: Batería.
- Músicos invitados: Pamela Contreras (Coros en 1,2,3,4,6,7,9), Manuel Salas (percusión en 13 y 14), Lucia Vivanco (Violín en 8 y 12), Amadeo Gaviria (Teclado en 9).
- Grabado en: Estudios "El Techo Audio Digital"  Ing. de Grabación y Mezcla: Amadeo Gaviria, Asistente de Grabación; Jesús Minaya. Los temas 13 y 14 grabados en Estudio "Amigos" (Edmundo Delgado) y punteo al revés del tema 8 grabado en Estudio Astros (Martín Figueroa)
- Letra y música de todos los temas:  Carlos Salas y Pierina Less

- Datos: Q5989387